# Dimer (cymen)rutheniumdichloridu
Dimer (cymen)rutheniumdichloridu je organokovová sloučenina se vzorcem [(cymen)RuCl2]2. Nachází využití v organokovové chemii a homogenní katalýze. Jedná se o komplex strukturně podobný dimeru (benzen)ruthenium dichloridu.

## Příprava a reakce
Tento komplex se připravuje reakcí felandrenu s hydratovaným chloridem ruthenitým.
Za vysokých teplot lze cymenový ligand nahradit jinými areny:
[(cymen)RuCl2]2 + 2 C6Me6 → [(C6Me6)RuCl2]2 + 2 cymen
Dimer (cymen)rutheniumdichloridu reguje s Lewisovými zásadami:
[(cymen)RuCl2]2 + 2 PPh3 → 2 (cymen)RuCl2(PPh3)

### Příprava katalyzátorů
Reakcí [(cymen)RuCl2]2 s chelatujícím ligandem TsDPENH vzniká (cymen)Ru(TsDPEN-H), používaný jako katalyzátor asymetrických hydrogenací.
Tato látka se také používá na přípravu katalyzátorů (monomerizací dppf) reakcí založených na aktivaci alkoholů vůči nukleofilním atakům.
Dimer (cymen)rutheniumdichloridu lze rovněž použít na přípravu dalších komplexů ruthenia a arenů.